# Barbara Burrage
Barbara Burrage (1900 - 1989) foi uma gravurista americana.
O seu trabalho está incluído nas colecções do Seattle Art Museum, da National Gallery of Art, do Smithsonian American Art Museum, do Crystal Bridges Museum of American Art e do Princeton University Art Museum.